# Dickeyville, Wisconsin
Dickeyville là một làng thuộc quận Grant, tiểu bang Wisconsin, Hoa Kỳ. Năm 2006, dân số của làng này là 1043 người.